# X SINGLES
『X SINGLES』（エックス・シングルス）は、X（現・X JAPAN）の最初のベストアルバム。1993年11月21日にKi/oon Sony Recordsより発売。

## 解説
X時代の6枚のシングルを、カップリング曲も含めてリリース順に収録されたシングルコレクションである。シングルバーションの曲やライブバージョンの曲、アルバム未収録曲もあり、このアルバムにて初収録となる楽曲が多い。
2014年9月24日、ビョークやエルヴィス・コステロなどの作品も手掛けたBob Ludwingによってリマスタリングが施され、Blu-spec CD2仕様でソニー・ミュージックレーベルズ／キューンミュージックレーベルより再発売された。また同日に、ハイレゾがソニー・ミュージックダイレクトより配信開始された。

## 収録曲
| 全編曲: X。 |                            |                |                |       |
| #           | タイトル                   | 作詞           | 作曲           | 時間  |
| 1.          | 「紅」                     | YOSHIKI        | YOSHIKI        | 6:54  |
| 2.          | 「20th CENTURY BOY」(Live) | マーク・ボラン | マーク・ボラン | 2:55  |
| 3.          | 「ENDLESS RAIN」           | YOSHIKI        | YOSHIKI        | 6:35  |
| 4.          | 「X」(Live)                | YOSHIKI        | X              | 9:41  |
| 5.          | 「WEEK END」               | YOSHIKI        | YOSHIKI        | 5:45  |
| 6.          | 「ENDLESS RAIN」(Live)     | YOSHIKI        | YOSHIKI        | 6:59  |
| 7.          | 「Silent Jealousy」        | YOSHIKI        | YOSHIKI        | 7:19  |
| 8.          | 「Sadistic Desire」        | YOSHIKI        | HIDE           | 6:05  |
| 9.          | 「Standing Sex」           | 五十嵐美由姫   | YOSHIKI        | 4:23  |
| 10.         | 「Joker」                  | HIDE           | HIDE           | 4:56  |
| 11.         | 「Say Anything」           | YOSHIKI        | YOSHIKI        | 8:41  |
| 12.         | 「Silent Jealousy」(Live)  | YOSHIKI        | YOSHIKI        | 7:50  |
| 合計時間:   | 合計時間:                  | 合計時間:      | 合計時間:      | 78:03 |

## 楽曲解説
1. 紅
1stシングル。シングルバージョンはアルバム初収録。
2. 20th CENTURY BOY (Live)
シングル「紅」のc/w。T・レックスのカバー曲。1989.6.10日比谷野音ライブより収録。アルバム初収録。
3. ENDLESS RAIN
2ndシングル。
4. X (Live)
シングル「ENDLESS RAIN」のc/w。1989.6.10日比谷野音ライブより収録。アルバム初収録。
メジャーデビュー〜X JAPAN改名前まで前奏として挿入されていた、通称「ドンドコ」も含めて収録されている。
5. WEEK END
3rdシングル。シングルバージョンはアルバム初収録。
6. ENDLESS RAIN (Live)
シングル「WEEK END」のc/w。1990.2.4日本武道館ライブより収録。アルバム初収録。
7. Silent Jealousy
4thシングル。
8. Sadistic Desire
シングル「Silent Jealousy」のc/w。シングルバージョンはアルバム初収録。
9. Standing Sex
5thシングルの1曲目。アルバム初収録。
10. Joker
5thシングルの2曲目。シングルバージョン初収録。
11. Say Anything
6thシングル。
12. Silent Jealousy (Live Version)
6thシングル「Say Anything」のc/w。1991.10.5盛岡アイスアリーナより収録。アルバム初収録。